# Gałęzinowo
Gałęzinowo (deutsch Überlauf, kaschubisch Gałãzno) ist ein Dorf im Nordwesten der polnischen Woiwodschaft Pommern und gehört zur Landgemeinde Redzikowo (Reitz) im Powiat Słupski (Kreis Stolp).

## Geographische Lage
Die Ortschaft  liegt in Hinterpommern, auf ebener Grundmoränenenfläche nordwestlich von Słupsk. Bis zur Kreisstadt sind es zwölf Kilometer auf dem Wege über Bruskowo Wielkie (Groß Brüskow) bzw. über Strzelinko (Klein Strellin) und die Woiwodschaftsstraße 210. Der Ostseeort Ustka (Stolpmünde) ist gleich weit in nordöstlicher Richtung entfernt.
Seit 1878 liegt der Ort an der Bahnstrecke Słupsk–Ustka, doch erst nach 1945 erhielt er eine eigene Bahnstation.

## Geschichte

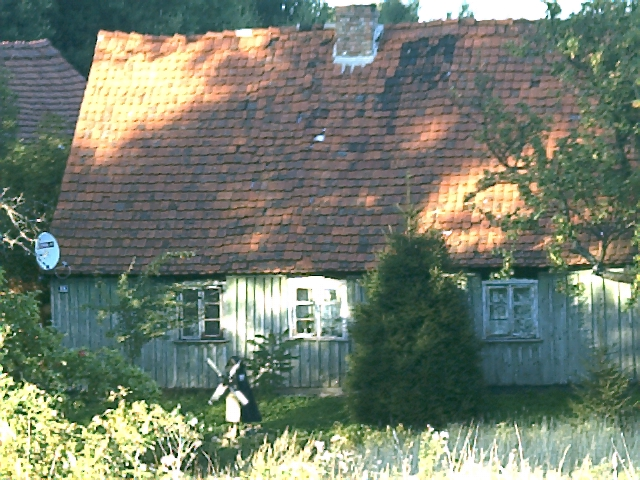
Altes Gebäude in Überlauf

In den Pfarrakten von Arnshagen (Charnowo) wurde im Jahre 1640 „der Überlauf“ als Waldstück erwähnt. Wegen der Holz- und Weidegerechtigkeit im Überlauf gab es wiederholt Streitigkeiten zwischen der Stadt Stolp (Słupsk) und dem Rittergutsbesitzer von Groß Strellin (Strzelino) von Below auf Machmin (Machomino).
Im Jahre 1704 wird von einem großen Brand im Überlauf berichtet, der damals zu Klein Strellin (Strzelinko) gehörte. 1803 ließ der Magistrat von Stolp den Überlauf vermessen: er war 892 Morgen groß, davon 124 Quadratruten Ackerfläche und 155 Quadratruten Wiesenfläche, alles andere war Wald, Weide, Sumpf und Unland.
Die erste Siedlung in Überlauf entstand im Jahre 1813, als die Stadt Stolp dem Freimann Peter Neumann hier eine Anbaustelle überließ. Weitere zehn Siedlungen kamen 1823 dazu. Seither war Überlauf eine eigene Gemeinde. Zwischen 1830 und 1840 vergrößerte sich die Gemeinde auf etwa 30 Feuerstellen. 1888 bekam sie einen eigenen Friedhof.
Überlauf war wegen seines schweren Lehm- und Tonbodens der ideale Standort für eine Ziegelindustrie. 1818 wurde hier auch eine Ziegelei errichtet, die die für die Stadt Stolp benötigten Steine herstellen musste. 1899 entstand eine neue Dampfziegelei auf einem Grundstück nahe der Bahnstrecke Stolp–Stolpmünde, die sogar über einen eigenen Gleisanschluss verfügte.
Im Jahre 1910 lebten in Überlauf 375 Einwohner. Ihre Zahl stieg bis 1933 auf 400 und betrug 1939 schon 414.
Bis 1945 war Überlauf eine Gemeinde im Landkreis Stolp im Regierungsbezirk Köslin der preußischen Provinz Pommern. Amts- und Standesamtsbezirk war Arnshagen (Charnowo) im Amtsgerichtsbereich Stolp.
Im Januar 1945, gegen Ende des Zweiten Weltkriegs wurde die Räumung der Gemeinde angeordnet, die Anordnung aber wieder rückgängig gemacht. Über einen Monat später, am 6. März, wurde erneut Räumung angeordnet, aber auf Grund der nahen Front nur noch teilweise umgesetzt, nur einer Familie gelang die Flucht. Am 8. März 1945 um 12 Uhr zog sowjetische Infanterie in das Dorf ein und besetzte es.  Mehrere Gebäude brannten nieder. Der Bürgermeister wurde von den sowjetischen Truppen zuerst im Amt belassen, dann aber festgenommen; er starb am 26. Mai 1945 in Neustrelitz. Am 22. Mai  trieben die sowjetischen Truppen das Vieh weg. Am 30. Mai mussten die Dorfbewohner ihren Ort verlassen, durften jedoch nach wenigen Tagen wieder zurückkehren. Im Sommern Polen das Dorf mit Häusern und Gehöften in Besitz. Auch hierbei kam es zu Vergewaltigungen. Im Oktober 1945 wurde in Überlauf eine polnische Verwaltung eingerichtet.  Anschließend wurde die gesamte deutsche Dorfbevölkerung in Richtung Westen vertrieben. Überlauf erhielt den polnischen Ortsnamen Gałęzinowo.
Später wurden in der Bundesrepublik Deutschland 188 und in der DDR 139 aus Überlauf vertriebene Dorfbewohner ermittelt.
Das Dorf ist heute Teil der Landgemeinde Redzikowo im Powiat Słupski in der Woiwodschaft Pommern (1975 bis 1998 Woiwodschaft Słupsk). Hier leben heute etwa 280 Einwohner.

### Burgwallanlage

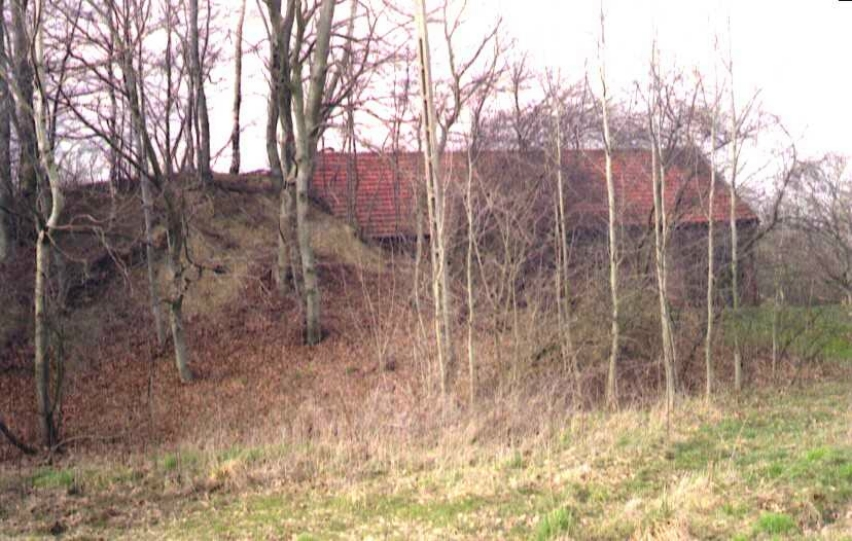
Reste der alten Burgwallanlage

Etwa einen Kilometer nördlich der alten Ziegelei befand sich in vor- und frühgeschichtlicher Zeit auf dem Schlossberg nahe dem Tal der Słupia eine Burgwallanlage (Grodzisko w Gałęzinowie). Der etwas vorgeschobene Zipfel hatte nach zwei Seiten steile Abhänge. Innerhalb der Anlage lag vor 1945 das Gehöft des Landwirts Boldt.
Bei dieser Anlage handelte es sich um eine typische Hochburg im Gegensatz zu den ausgesprochenen Sumpfburgen in Stolp (Słupsk), Lossin (Łosino) und Klein Podel (Podole Małe).

### Kirche
Vor 1945 war die Bevölkerung fast ausnahmslos evangelischer Konfession. Kirchdorf von Überlauf war Arnshagen (heute polnisch: Charnowo), zu dessen Kirchspiel auch die Filialkirche Groß Strellin (Strzelino) sowie die Orte Hohenstein (Wodnica), Klein Strellin (Strzelinko) und Neumühl (Korzec) gehörten. Das Kirchspiel Arnshagen lag im Kirchenkreis Stolp-Stadt im Ostsprengel der Kirchenprovinz Pommern der Kirche der Altpreußischen Union. Das Kirchenpatronat hatten der Magistrat der Stadt Stolp bzw. die Groß Strelliner Gutsherrschaft inne. 1940 gehörten zum Pfarrsprengel Arnshagen 1755 Gemeindeglieder.
Seit 1945 lebt eine überwiegend katholische Bevölkerung in Gałęzinowo. Der Ort gehört zu Charnowo (Arnshagen), das heute – wie auch das Dorf Zimowiska – Filialkirche in der Pfarrei Najwiętszego Zbawiciela in Ustka (Stolpmünde) ist. Sie gehört zum Dekanat Ustka im Bistum Köslin-Kolberg der Katholischen Kirche in Polen. Hier lebende evangelische Kirchenglieder sind dem Pfarramt der Kreuzkirchengemeinde in Słupsk in der Diözese Pommern-Großpolen der Evangelisch-Augsburgischen Kirche in Polen zugeordnet.

### Schule
Eine Schule wurde in Überlauf im Jahre 1843 gegründet. Das Schulhaus wurde im Laufe der Zeit durch An- und Umbauten verändert, das Wirtschaftsgebäude im Jahre 1909 durch ein neues ersetzt. Im Jahre 1932 war die Schule zweistufig und ein Lehrer unterrichtete damals 69 Schulkinder in zwei Klassen. 1941 erhielt Überlauf ein neues Schulgebäude.